# Valeria Quispe
Valeria Quispe (* 2. September 1997 in Tarija) ist eine bolivianische Leichtathletin, die sich auf den Weit- und Dreisprung spezialisiert hat, aber auch im Sprint an den Start geht.

## Sportliche Laufbahn
Erste internationale Erfahrungen sammelte Valeria Quispe im Jahr 2012, als sie bei den Jugendsüdamerikameisterschaften in Mendoza mit einer Weite von 11,79 m den sechsten Platz im Dreisprung belegte. Im Jahr darauf belegte sie bei den Juniorensüdamerikameisterschaften in Resistencia mit 5,21 m den siebten Platz im Weitsprung und wurde im Dreisprung mit 12,30 m Vierte. Anschließend erreichte sie bei den Juegos Bolivarianos in Trujillo mit 5,48 m und 12,62 m die Ränge neun und sieben. 2014 belegte sie beim Panamerikanischen Sportfestival in Mexiko-Stadt mit 5,93 m den fünften Platz im Weitsprung und wurde im Dreisprung mit 12,63 m Achte. Anschließend gewann sie bei den Jugendsüdamerikameisterschaften in Cali mit 12,58 m die Silbermedaille im Dreisprung und erreichte im Weitsprung mit 5,67 m Rang vier. Im Jahr darauf gewann sie bei den Juniorensüdamerikameisterschaften in Cuenca mit 12,92 m ebenfalls die Silbermedaille und belegte im Weitsprung mit 5,64 m den sechsten Platz. Anschließend wurde sie bei den Südamerikameisterschaften in Lima mit 12,56 m Sechste im Dreisprung. Daraufhin erreichte sie bei den Panamerikanischen Juniorenmeisterschaften in Edmonton mit 5,48 m und 12,34 m die Plätze elf und sechs. 2016 gewann sie dann bei den U23-Südamerikameisterschaften in Lima mit 12,74 m die Bronzemedaille hinter der Brasilianerin Claudine Paola Gimenes und Adriana Chila aus Ecuador.
Bei den Leichtathletik-Südamerikameisterschaften 2017 in Luque erreichte sie mit 5,68 m und 12,61 m die Ränge neun und acht und wurde mit der bolivianischen 4-mal-100-Meter-Staffel in 48,75 s Siebte. Anschließend gewann sie bei den Juegos Bolivarianos in Santa Marta mit 13,17 m die Bronzemedaille hinter der Dominikanerin Ana José Tima und María Isabel Reyes aus Peru. Zudem belegte sie im Weitsprung mit 5,80 m den sechsten Platz und erreichte mit der Staffel in 47,41 s Rang fünf. 2018 nahm sie an den Südamerikaspielen im heimischen Cochabamba teil und belegte dort mit 5,99 m den sechsten Platz im Weitsprung, während sie sich im Dreisprung mit 13,37 m auf Rang vier klassierte. Anschließend wurde sie bei den Ibero-Amerikanischen Meisterschaften in Trujillo mit 6,03 m bzw. 13,12 m jeweils Fünfte und gewann mit der Staffel in 47,39 s die Bronzemedaille hinter den Teams aus Peru und Ecuador. Ende September gewann sie bei den U23-Südamerikameisterschaften in Cuenca mit 12,79 m erneut die Bronzemedaille im Dreisprung, diesmal hinter der Brasilianerin Mirieli Santos und der Ecuadorianerin Chila. Zudem wurde sie im Weitsprung mit 5,85 m Vierte. Im Jahr darauf belegte sie bei den Südamerikameisterschaften in Lima mit 5,76 m den achten Platz im Weitsprung und gelangte im Dreisprung mit einer Weite von 12,69 m auf den sechsten Rang.
2020 gewann sie bei den erstmals ausgetragenen Hallensüdamerikameisterschaften in Cochabamba mit neuem Hallenrekord von 13,12 m die Silbermedaille hinter der Ecuadorianerin Liuba Zaldívar und erreichte im Weitsprung mit neuem Hallenrekord von 5,84 m Rang vier. Im Jahr darauf belegte sie bei den Südamerikameisterschaften in Guayaquil mit 5,60 m und 12,68 m jeweils den achten Platz im Weit- und Dreisprung. 2022 wurde sie bei den Hallensüdamerikameisterschaften in Cochabamba mit neum Landesrekord von 6,02 m Vierte im Weitsprung und gelangte im Dreisprung mit 13,03 m auf Rang fünf. Im Mai belegte sie bei den Ibero-Amerikanischen Meisterschaften in La Nucia mit 12,82 m den achten Platz im Dreisprung und im Oktober erreichte sie bei den Südamerikaspielen in Asunción mit 12,89 m auf Rang vier. Zudem gelangte sie mit der 4-mal-100-Meter-Staffel mit 47,34 s auf Rang fünf. Im Jahr darauf belegte sie bei den Südamerikameisterschaften in São Paulo mit 5,80 m den sechsten Platz im Weitsprung und gelangte im Dreisprung mit 13,07 m auf Rang acht. Zudem belegte sie mit der Staffel in 46,89 s den fünften Platz. Im November nahm sie im Dreisprung an den Panamerikanischen Spielen in Santiago de Chile teil und wurde dort mit 12,40 m Achte. 2024 gelangte sie bei den Hallensüdamerikameisterschaften in Cochabamba mit 5,99 m auf den fünften Platz im Weitsprung und gewann im Dreisprung mit 12,82 m die Silbermedaille hinter der Brasilianerin Gabriele dos Santos. Im Mai gewann sie bei den Ibero-Amerikanischen Meisterschaften in Cuiabá mit 13,11 m die Bronzemedaille hinter den Brasilianerinnen dos Santos und Regiclécia Cândido. Auch bei den Hallensüdamerikameisterschaften im Jahr darauf in Cochabamba gewann sie mit 13,17 m hinter diesen beiden Athletinnen die Bronzemedaille. Ende April belegte sie bei den Südamerikameisterschaften in Mar del Plata mit 12,52 m den achten Platz im Dreisprung.
2015 wurde Quispe bolivianische Meisterin im 100-Meter-Lauf sowie im Dreisprung und 2019, 2021 und 2023 siegte sie im Weit- und Dreisprung sowie 2024 nur im Dreisprung. Zudem wurde sie 2020, und von 2022 bis 2025 Hallenmeisterin im Weit- und Dreisprung.

## Persönliche Bestleistungen
- 100 Meter: 12,27 s (0,0 m/s), 29. April 2023 in Cochabamba
  - 60 Meter (Halle): 8,01 s, 18. Januar 2020 in Cochabamba
- Weitsprung: 6,10 m, 13. Januar 2024 in Cochabamba (bolivianischer Rekord)
- Dreisprung: 13,50 m (+0,4 m/s), 8. Juni 2024 in Cochabamba (bolivianischer Rekord)